# Heterolita
L'heterolita és un mineral de la classe dels òxids, que pertany al grup de l'hausmannita. Va rebre el seu nom per Gideon Emmet Moore del grec έταίρος, companyia, en al·lusió a l'original associació que fa amb la calcofanita a la seva localitat tipus.

## Característiques
L'heterolita és un òxid de fórmula química ZnMn₂O₄. Cristal·litza en el sistema tetragonal. Es troba en forma de cristalls piramidals, de fins a 1 centímetre; també es troba en forma botrioide, en agregats estalactítics i fibrosa; també com a exsolució lamel·lar en franklinita. És un mineral isostructural amb l'hausmannita, l'hidrohetaerolita, i la iwakiïta. La seva duresa a l'escala de Mohs és 6.
Segons la classificació de Nickel-Strunz pertany a «04.BB: Òxids amb proporció Metall:Oxigen = 3:4 i similars, amb només cations de mida mitja» juntament amb els següents minerals: cromita, cocromita, coulsonita, cuprospinel·la, filipstadita, franklinita, gahnita, galaxita, hercynita, jacobsita, manganocromita, magnesiocoulsonita, magnesiocromita, magnesioferrita, magnetita, nicromita, qandilita, espinel·la, trevorita, ulvöspinel·la, vuorelainenita, zincocromita, hausmannita, hidrohetaerolita, iwakiïta, maghemita, titanomaghemita, tegengrenita i xieïta.

## Formació i jaciments
És un mineral secundari associat a altres minerals de manganès, principalment en dipòsits de minerals hidrotermals. Sol trobar-se associada a altres minerals com: franklinita, calcofanita, hodgkinsonita, wil·lemita, hemimorfita, manganita, romanechita i calcita. Va ser descoberta l'any 1877 a la mina Marshall, a Sterling Hill, Ogdensburg (Nova Jersey, Estats Units). Als territoris de parla catalana ha estat descrita a la mina San Miguel (Ribes de Freser, Ripollès).